# باكو استيبان
باكو استيبان (بالإسبانية: Francisco  Esteban Granado)‏ (21 أغسطس 1981 في إسبانيا - ) هو لاعب كرة قدم إسباني في مركز الهجوم. لعب مع بوليديبورتيفو إيخيذو وسيوداد دي مورسيا ونادي ألكويانو ونادي أونتينيينت ونادي إلتشي ونادي جيرونا ونادي غرناطة ونادي مالقا وAtlético Malagueño ‏ وريكريتيفو غرناطة ‏ وغرناطة 74 ‏.

## وصلات خارجية
- باكو استيبان على موقع قاعدة بيانات كرة القدم.إي يو (الإنجليزية)
- باكو استيبان على موقع Soccerway.com (الإنجليزية)